# Erik Duijvelshoff
Erik Duijvelshoff (Amsterdam, 15 april 1972) is een Nederlands voormalig shorttrackschaatser.
Duijvelshoff werd in 1992 en 1993 Nederlands kampioen en in 1990 werd hij tweede en in 1994 derde. Hij nam deel aan de Olympische Winterspelen 1994 op de 500 (22ste) en 1000 meter (23ste).